# Super Game Boy

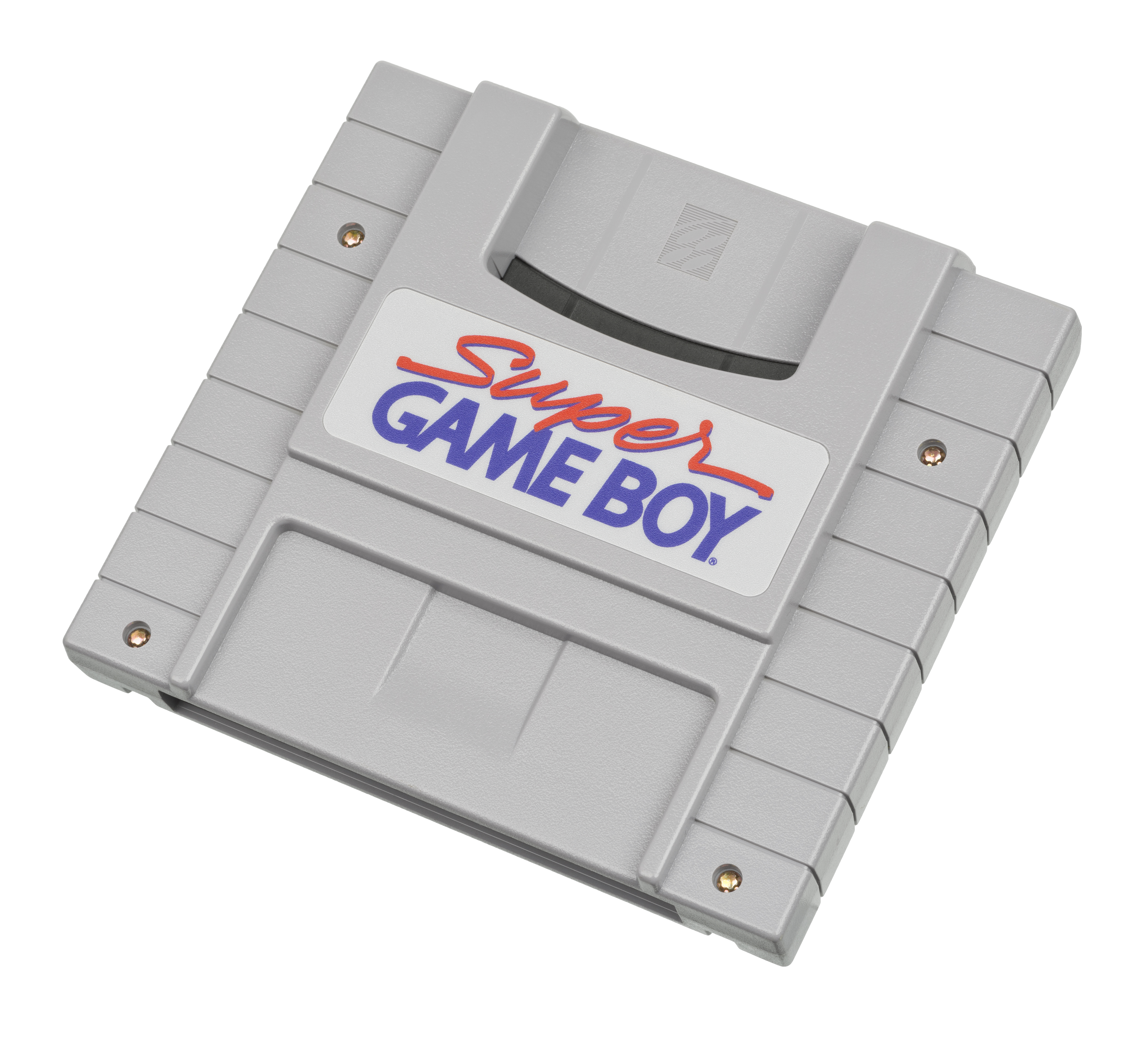
Super Game Boy (versión americana)

Super Game Boy es un periférico que sirve para reproducir los juegos de Game Boy en Super Nintendo. Se lanzó en junio de 1994 en Japón y más tarde en Estados Unidos y Europa.

## Información
Este periférico permite que los juegos monocromáticos de cuatro tonos de gris en Game Boy, se puedan ver en Super Nintendo por lo menos con 4 colores seleccionables desde una paleta de 32 colores, en los juegos programados expresamente para aprovechar Super Game Boy, podía ser incluido un marco diseñado en los bordes de la pantalla o diseñar un marco propio utilizando el control estándar o el ratón, además de líneas de código más avanzadas que las de Game Boy estándar, como más paletas de colores, mayor velocidad y más resolución, un ejemplo célebre fue el juego The King Of Fighters '95 que aprovechó estas funciones cuando se jugaba con Super Game Boy. 
Aun cuando Nintendo originalmente planeó lanzar al mercado una versión de Super Game Boy en consola y un adaptador para Super Nintendo / Super Famicom sólo salió al mercado esta última y segunda versión de la misma.

### Super Famicom

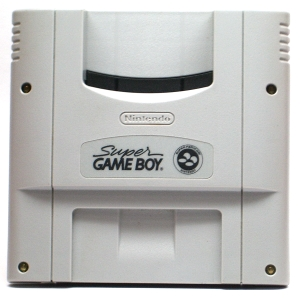
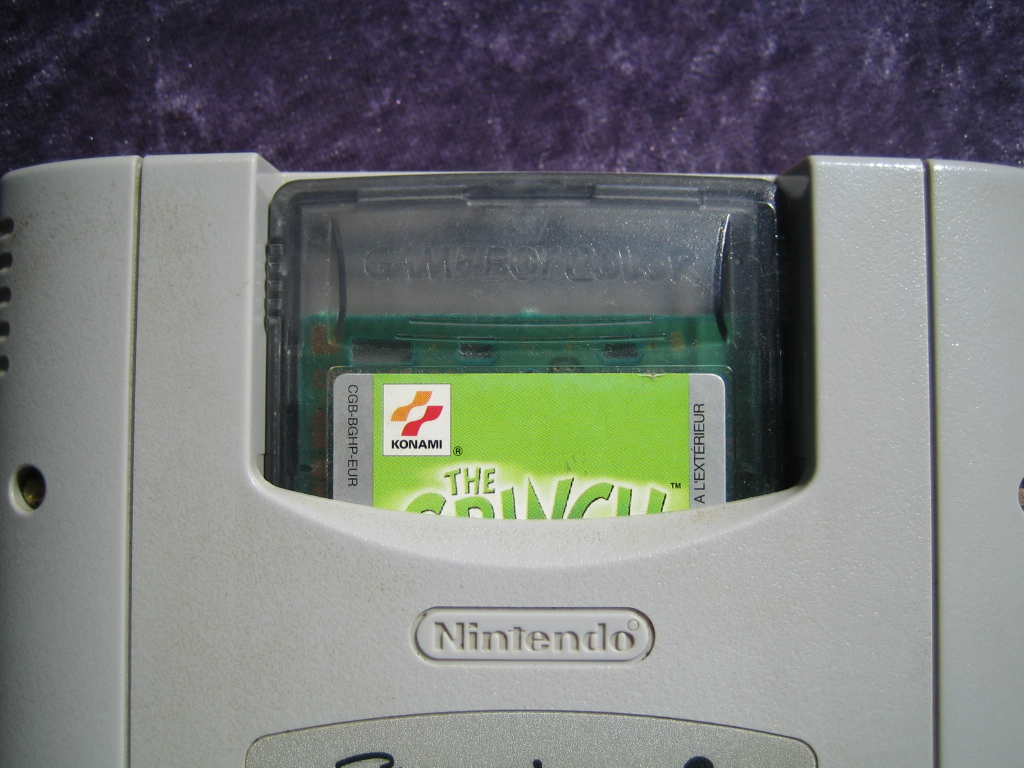

### Super Game Boy 2
En Japón salió un accesorio más avanzado, Super Game Boy 2, cuya mejora más notable fue la inclusión de una salida para conectar el cable link y así jugar el modo multijugador e incluía un led verde indicando conexión con el cable Link y un led rojo indicando el encendido. El motivo principal fue la fiebre Pokémon.

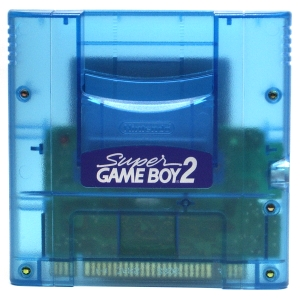
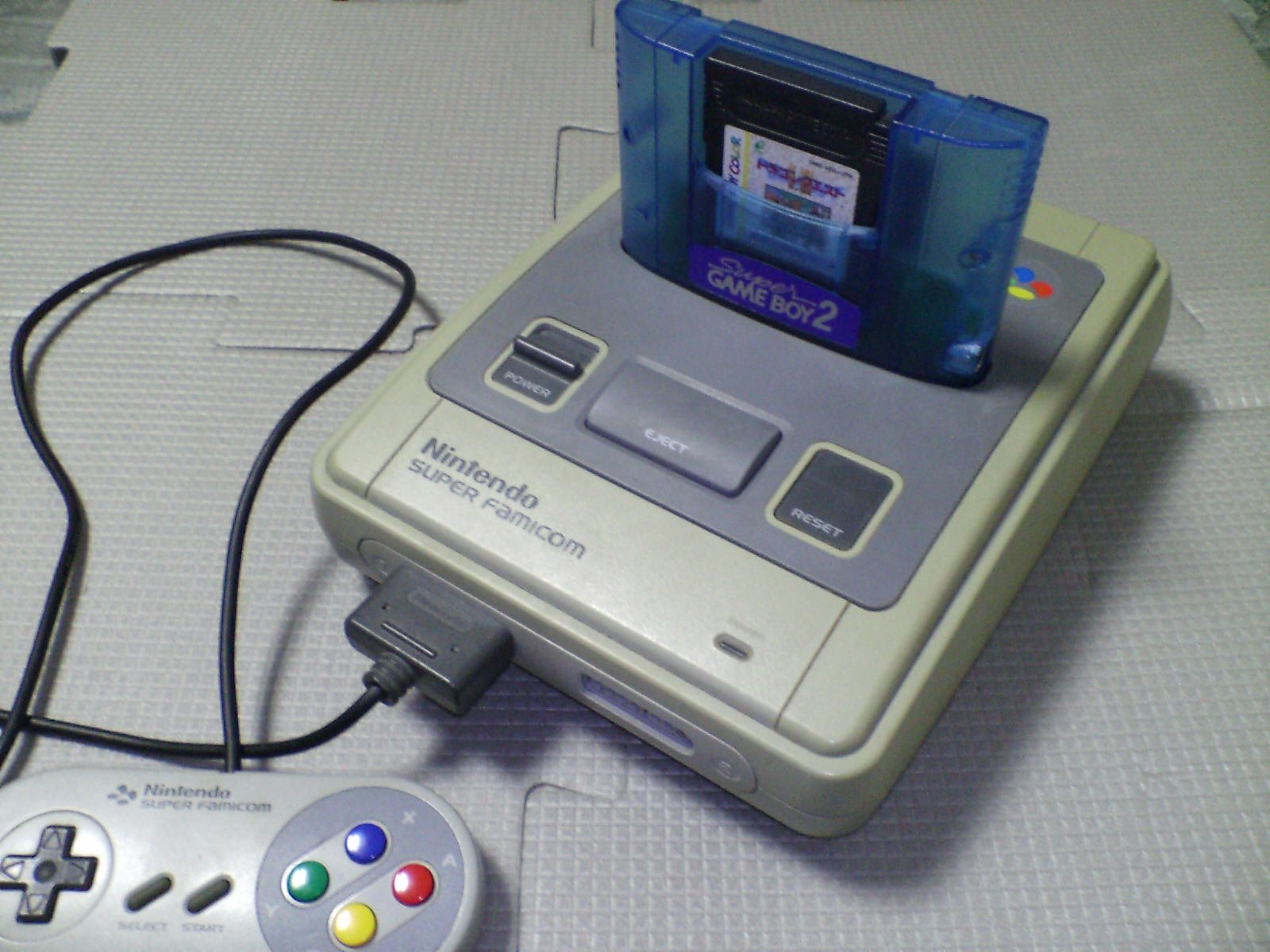

## Menú del sistema
Se accedía presionando los botones L y R simultáneamente; el menú tenía 5 opciones:
- Paleta de colores: Podía elegirse una de 32 predeterminadas paletas de colores, tenía la opción de crear tus propias paletas. Unos pocos Super Game Boy no tenían la opción de escoger paletas.
- Borde: Podía elegirse uno de 9 bordes posibles, se podía crear el borde que quisieras. Unos pocos Super Game Boy no tenían la opción de cambiarlo.
- Botones: Podía elegirse entre 2 tipos de control de los botones. En algunos Super Game Boy no podías escoger.
- Personalización de colores: Crea tu propia paleta de colores y obtén una clave para usarla después.
- Grafiti: Crea un borde personalizado usando varias herramientas.